# Jean Alesi
Jean Alesi, nascido Giovanni Alesi (Avinhão, 11 de junho de 1964), é um automobilista francês. Começou a sua carreira com uma paixão pelos rallies, deu entrada nos monolugares ao volante de um carro do campeonato Frances de Renault 5. Em 1988 ganhou o campeonato francês de Formula 3.
Teve na sua carreira na Formula 1 passagens pelas equipas Tyrrell, Benetton, Sauber, Jordan e principalmente na Ferrari onde foi muito popular entre os Tifosi.
Correu na Fórmula Um, onde obteve uma vitória.

## Início de carreira
Filho de pais sicilianos nasceu em França na cidade de Avinhão, Vaucluse. No início da sua carreira a sua paixão eram os Rallys, e foi através do Campeonato Francês de Renault 5 que deu entrada nos monolugares. No fim dos anos 1980, Alesi era já um jovem promissor no mundo dos automóveis, ganhando em 1988 o campeonato Francês de Formula 3, seguindo-se a vitória em 1989 do Campeonato Internacional de Formula 3000. Estes dois campeonatos foram disputados entre Alesi e o seu rival Erik Comas. Em 1989 e em igualdade pontual com Comas, Alesi venceu por ter estado mais vezes em lugares pontuáveis ao longo do ano.

## Fórmula 1

### Tyrrell 1989 a 1990
O seu primeiro Grande Prémio de Fórmula 1 foi o Grande Prémio de França de 1989 disputado em Paul Ricard, ao volante de um Tyrrell-Cosworth, terminando em 4º. Nessa época para além de ter de disputar os Grandes Prémios da Formula 3000 Internacional ainda disputou quase todos os restantes Grandes Prémios de Formula 1 com a Tyrrell, marcando ainda pontos nos Grandes Prémios de Itália e Espanha. Nos que não pode participar foi substituído pelo piloto Britânico Johnny Herbert.
O ano de 1990 foi a primeira época completa de Fórmula 1 para Jean Alesi ao volante de um Tyrrell. Na primeira corrida em Phoenix nos EUA causou logo sensação, tendo estado na liderança as primeiras 30 voltas à frente de Ayrton Senna, com um carro considerado inferior, e tendo revertido a primeira tentativa de ultrapassagem de Senna. O 2º lugar no Grande Prêmio de Mônaco acumulou ao segundo lugar dos EUA e a meio da época todas as principais equipas o queriam contratar os seus serviços  para o ano de 1991. Emergiu uma situação muito confusa com a Tyrrell, a Williams e a Ferrari, todas a dizerem que tinham assinado com Jean Alesi num espaço curto de tempo.

### Ferrari 1991 a 1995
A Ferrari lutava pelo campeonato mundial nessa altura e Alesi seria companheiro de equipa do então tricampeão do Mundo e seu compatriota Alain Prost, que nessa altura era um dos pilotos mais bem sucedidos na história. Alesi acabou por assinar com a Ferrari, escolhendo o a opção que parecia maximizar as suas chances de vencer o campeonato e aprender com a experiência do seu companheiro de equipa. Para além disso realizou um sonho de criança ao ser piloto oficial da mítica equipa italiana.
No entanto a Ferrari teve um baixo de forma na época de 1991, enquanto a Williams ressurgiu em grande, com resultados que culminaram em 5 campeonatos de constructores, entre 1992 e 1997. A escolha de Alesi pela Ferrari em vez da Williams, pareceu a mais lógica no momento mas revelou-se mais tarde uma má opção. Em 5 anos com a equipa italiana Alesi pouco mais do que a admiração dos Tifosi, que adoravam a sua forma agressiva de guiar. Esse estilo e o uso do mítico número 27 na frente do seu monolugar fazia com que muitos o associassem ao grande Gilles Villeneuve que também ele carregou as cores da equipa entre 1977-1982.

#### Única vitória

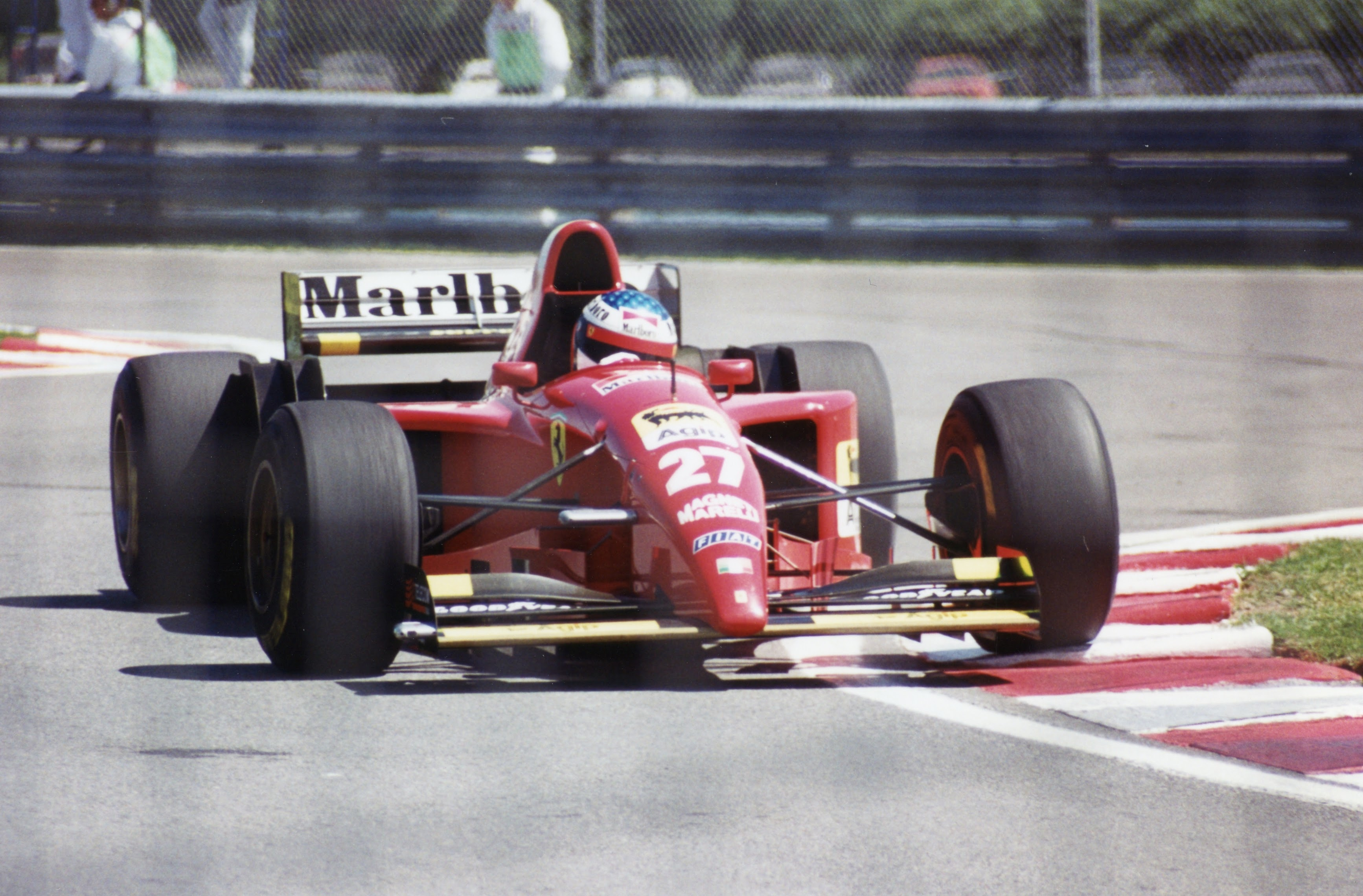
Alesi no GP do Canadá de 1995

Alesi era visto como um piloto muito emotivo, que depois da sua performance espectacular em Phoenix de 1990, a sua carreira foi mais marcada pela longevidade do que pelos resultados. Tornou-se o 5º piloto a participar em mais de 200 Grandes Prémios, mas das suas 201 participações ganhou apenas 1. Foi o Grande Prémio do Canadá de 1995, dia em que completou 31 anos. Apesar de ter herdado a liderança quando Michael Schumacher foi ao box com problemas eléctricos, a vitória foi bem merecida depois de alguns dissabores em excelentes corridas realizadas, nomeadamente na Itália em 1994.

### Benetton 1996 a 1997
Quando a equipe desfez de Michael Schumacher e Johnny Herbert e com a nova dupla que tinha vindo da Ferrari (93-95): Jean Alesi e Gerhard Berger em (96-97), imaginava-se que o time continuaria com o domínio assim como no ano anterior mesmo tendo o motor Renault como na Williams, mas na verdade a dupla pouco conseguiu fazer diante do domínio da equipe de Frank Williams. Com muita promessa e resultados pouco significativos, Alesi consegui apenas uma pole-position. Depois de duas épocas e políticas internas, Alesi deixou a equipe.

### Sauber 1998 a 1999

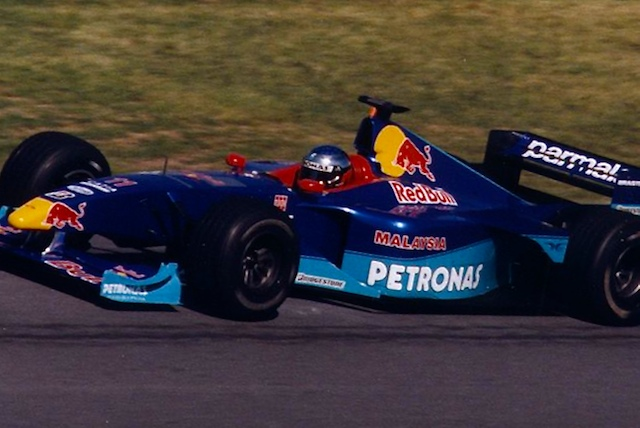
Alesi na Sauber em 1999.

Em 1998 Alesi deixou a Benetton e foi para a Sauber onde foi companheiro de Johnny Herbert seu melhor resultado foi um terceiro lugar no GP da Bélgica de 1998 que foi seu último pódio na categoria, Alesi terminou a temporada na décima primeira colocação com 9 pontos, em 1999 Alesi continuou na Sauber desta vez sendo companheiro do brasileiro Pedro Diniz os resultados pioraram e Alesi terminou a temporada com apenas 2 pontos na décima quinta colocação.

### Prost 2000 a 2001
Depois de duas temporadas com a Sauber Alesi foi para a Prost que é de propriedade do seu ex-companheiro de Ferrari e tetracampeão mundial Alain Prost mas a temporada de 2000 terminou sendo a pior da carreira de Alesi que não pontuou em nenhuma corrida, no ano seguinte Alesi pontuou em quatro corridas Mônaco, Canadá, Alemanha e Bélgica, após o GP da Alemanha Alesi deixou a Prost e foi para a Jordan trocando de lugar com Heinz-Harald Frentzen que foi para a Prost.

### Jordan 2001
Alesi terminou a sua carreira na Fórmula 1 pela Jordan, Alesi já havia pilotado pela Jordan na Fórmula 3000 onde foi campeão em 1989, Alesi terminou as últimas cinco corridas da temporada pela Jordan marcando seu último ponto na categoria no GP da Bélgica de 2001 terminando em sexto, Alesi fez sua 200 corrida no GP dos EUA de 2001, sua última corrida foi no GP do Japão de 2001 onde ele abandonou após colidir com Kimi Räikkönen na volta 5.

### McLaren 2002
Em 2002 Alesi foi piloto de testes da McLaren.

## Depois da Fórmula 1

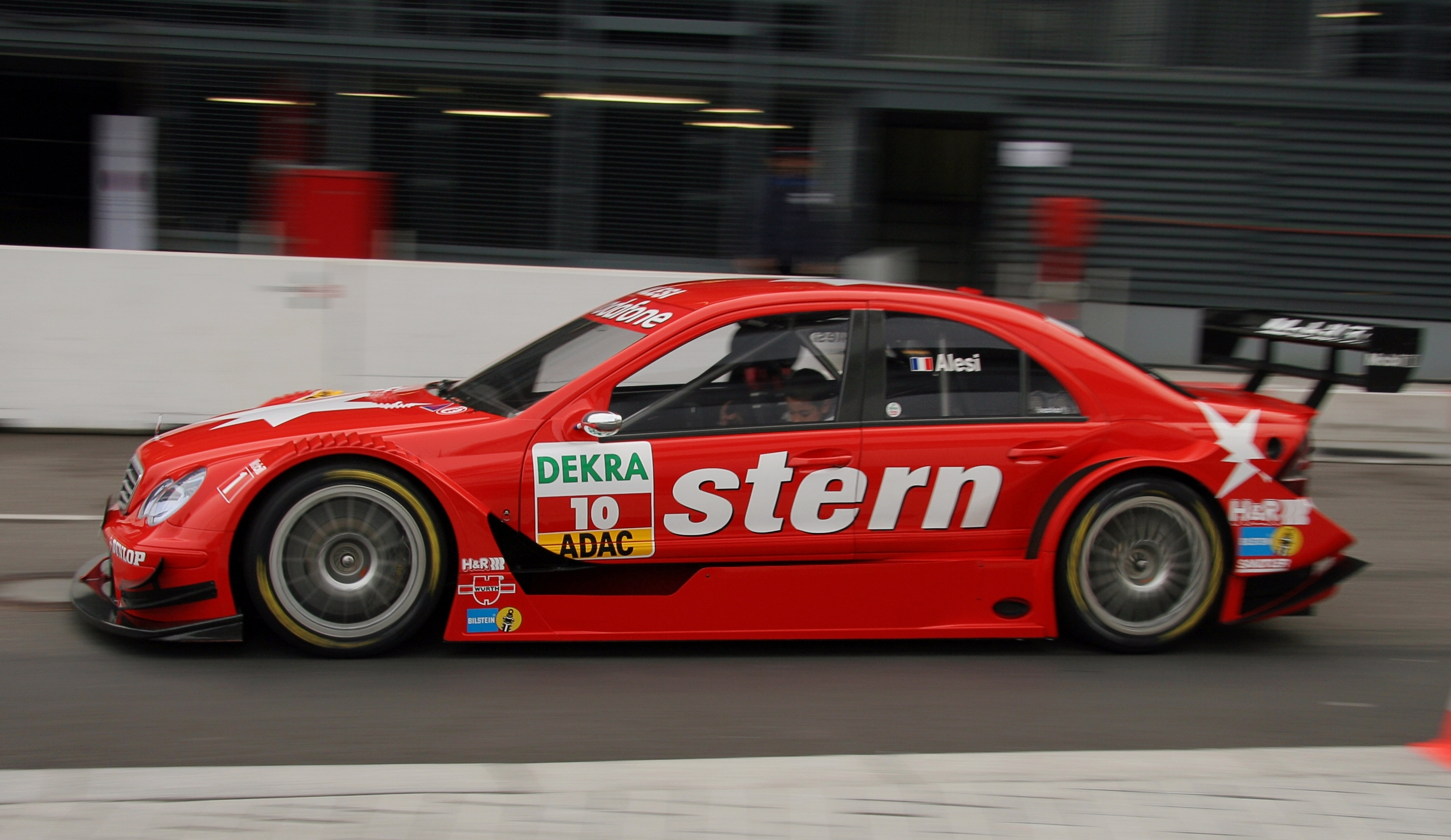
Alesi na DTM em 2006.

Depois da carreira na Fórmula Um, Alesi foi muito popular e teve algum sucesso na sua carreira de DTM na equipa oficial da Mercedes, acabando em 5º o campeonato de 2002 com 1 vitória. Em 2003 repetiu a dose com 2 vitórias e em 2004 ficou em 7º desta feita não alcançando nenhuma vitória. Retirou-se em 2006 do DTM depois de acabar a época no 9º lugar.
Em 2008 Jean Alesi está a preparar a entrada no novo campeonato Speedcar series, que vai ter as suas corridas espalhadas por pistas do médio oriente. Outros nomes sonantes do Automobilismo internacional vão dar o contributo a estas provas.
Alesi é conhecedor de vinhos e tem uma vinha perto de Avinhão onde reside com a sua mulher, a actriz e modelo Japonesa Kumiko Goto e os seus 3 filhos.

## Todos os Resultados de Jean Alesi na Fórmula 1
(legenda) (Corrida em negrito indica pole position, corridas em itálico indica volta mais rápida)
| Ano  | Nome Oficial da Equipe       | Chassis        | Motor            | Pneus | 1       | 2       | 3       | 4       | 5       | 6       | 7       | 8       | 9       | 10      | 11      | 12      | 13      | 14      | 15      | 16      | 17      | Pontos | Posição  |
| ---- | ---------------------------- | -------------- | ---------------- | ----- | ------- | ------- | ------- | ------- | ------- | ------- | ------- | ------- | ------- | ------- | ------- | ------- | ------- | ------- | ------- | ------- | ------- | ------ | -------- |
| 1989 | Tyrrell Racing Organisation  | Tyrrell 018    | Ford Cosworth V8 | G     |         |         |         |         |         |         | FRA 4º  | GBR Ret | ALE 10º | HUN 9º  |         | ITA 5º  |         | ESP 4º  | JAP Ret | AUS Ret |         | 8      | 9º       |
| 1990 | Tyrrell Racing Organisation  | Tyrrell 018    | Ford Cosworth V8 | P     | EUA 2º  | BRA 7º  |         |         |         |         |         |         |         |         |         |         |         |         |         |         |         | 13     | 9º       |
| 1990 | Tyrrell Racing Organisation  | Tyrrell 019    | Ford Cosworth V8 | P     |         |         | SMR 6º  | MON 2º  | CAN Ret | MEX 7º  | FRA Ret | GBR 8º  | ALE 11º | HUN Ret | BEL 8º  | ITA Ret | POR 8º  | ESP Ret | JAP DNS | AUS 8º  |         | 13     | 9º       |
| 1991 | Scuderia Ferrari SpA         | Ferrari F1 642 | Ferrari V12      | G     | EUA 12º | BRA 6º  | SMR Ret | MON 3º  | CAN Ret | MEX Ret |         |         |         |         |         |         |         |         |         |         |         | 21     | 7º       |
| 1991 | Scuderia Ferrari SpA         | Ferrari F1 643 | Ferrari V12      | G     |         |         |         |         |         |         | FRA 4º  | GBR Ret | ALE 3º  | HUN 5º  | BEL Ret | ITA Ret | POR 3º  | ESP 4º  | JAP Ret | AUS Ret |         | 21     | 7º       |
| 1992 | Scuderia Ferrari SpA         | Ferrari F92A   | Ferrari V12      | G     | AFS Ret | MEX Ret | BRA 4º  | ESP 3º  | SMR Ret | MON Ret | CAN 3º  | FRA Ret | ING Ret | ALE 5º  | HUN Ret |         |         |         |         |         |         | 18     | 7º       |
| 1992 | Scuderia Ferrari SpA         | Ferrari F92AT  | Ferrari V12      | G     |         |         |         |         |         |         |         |         |         |         |         | BEL Ret | ITA Ret | POR Ret | JAP 5º  | AUS 4º  |         | 18     | 7º       |
| 1993 | Scuderia Ferrari             | Ferrari F93A   | Ferrari V12      | G     | AFS Ret | BRA 8º  | EUR Ret | SMR Ret | ESP Ret | MON 3º  | CAN Ret | FRA Ret | GBR 9º  | ALE 7º  | HUN Ret | BEL Ret | ITA 2º  | POR 4º  | JAP Ret | AUS 4º  |         | 16     | 6º       |
| 1994 | Scuderia Ferrari             | Ferrari 412T1  | Ferrari V12      | G     | BRA 3º  |         |         | MON 5º  | ESP 4º  | CAN 3º  |         |         |         |         |         |         |         |         |         |         |         | 24     | 5º       |
| 1994 | Scuderia Ferrari             | Ferrari 412T1B | Ferrari V12      | G     |         |         |         |         |         |         | FRA Ret | GBR 2º  | ALE Ret | HUN Ret | BEL Ret | ITA Ret | POR Ret | EUR 10º | JAP 3º  | AUS 6º  |         | 24     | 5º       |
| 1995 | Scuderia Ferrari             | Ferrari 412T2  | Ferrari V12      | G     | BRA 5º  | ARG 2º  | SMR 2º  | ESP Ret | MON Ret | CAN 1º  | FRA 5º  | GBR 2º  | ALE Ret | HUN Ret | BEL Ret | ITA Ret | POR 5º  | EUR 2º  | PAC 5º  | JAP Ret | AUS Ret | 42     | 5º       |
| 1996 | Mild Seven Benetton Renault  | Benetton B196  | Renault V10      | G     | AUS Ret | BRA 2º  | ARG 3º  | EUR Ret | SMR 6º  | MON Ret | ESP 2º  | CAN 3º  | FRA 3º  | GBR Ret | ALE 2º  | HUN 3º  | BEL 4º  | ITA 2º  | POR 4º  | JAP Ret |         | 47     | 4º       |
| 1997 | Mild Seven Benetton Renault  | Benetton B197  | Renault V10      | G     | AUS Ret | BRA 6º  | ARG 7º  | SMR 5º  | MON Ret | ESP 3º  | CAN 2º  | FRA 5º  | GBR 2º  | ALE 6º  | HUN 11º | BEL 8º  | ITA 2º  | AUT Ret | LUX 2º  | JAP 5º  | EUR 13º | 36     | 4º       |
| 1998 | Red Bull Sauber Petronas     | Sauber C17     | Petronas V10     | G     | AUS Ret | BRA 9º  | ARG 5º  | SMR 6º  | ESP 10º | MON 12º | CAN Ret | FRA 7º  | GBR Ret | AUT Ret | ALE 10º | HUN 7º  | BEL 3º  | ITA 5º  | LUX 10º | JAP 7º  |         | 9      | 11º      |
| 1999 | Red Bull Sauber Petronas     | Sauber C18     | Petronas V10     | B     | AUS Ret | BRA Ret | SMR 6º  | MON Ret | ESP Ret | CAN Ret | FRA Ret | GBR 14º | AUT Ret | ALE 8º  | HUN 16º | BEL 9º  | ITA 9º  | EUR Ret | MAL 7º  | JAP 6º  |         | 2      | 15º      |
| 2000 | Gauloises Prost Peugeot      | Prost AP03     | Peugeot V10      | B     | AUS Ret | BRA Ret | SMR Ret | GBR 10º | ESP Ret | EUR 9º  | MON Ret | CAN Ret | FRA 14º | AUT Ret | ALE Ret | HUN Ret | BEL Ret | ITA 12º | EUA Ret | JAP Ret | MAL 11º | 0      | NC (22º) |
| 2001 | Prost Acer                   | Prost AP04     | Acer V10         | M     | AUS 9º  | MAL 9º  | BRA 7º  | SMR 9º  | ESP 10º | AUT 10º | MON 6º  | CAN 5º  | EUR 15º | FRA 12º | GBR 11º | ALE 6º  |         |         |         |         |         | 5      | 15º      |
| 2001 | Benson & Hedges Jordan Honda | Jordan EJ11    | Honda V10        | B     |         |         |         |         |         |         |         |         |         |         |         |         | HUN 10º | BEL 6º  | ITA 8º  | EUA 7º  | JAP Ret | 5      | 15º      |